# 紫港街道
紫港街道是中华人民共和国浙江省衢州市常山县下辖的一个街道办事处。
2012年12月18日，浙江省人民政府批复同意撤销天马镇建制，其行政区域改由常山县政府直辖。
2012年12月21日，衢州市人民政府批复同意在原天马镇区域内调整设立天马、紫港、金川3个街道办事处。紫港街道下辖紫港社区和枧头、大弄口、外港、后坊、丁家坞、詹家山、孔家𡋱、麦坞、渣濑湾、富足山、特畈、季村、姜家堡13个行政村，办事处驻地为县委党校（北滨江路1号）。

## 行政区划
紫港街道下辖以下村级行政区划单位：
紫港社区、富足山村、外港村、后坊村、枧头村、大弄口村、麦坞村、特畈村、季村、丁家坞村、詹家山村、姜家堡村、孔家𡋱村和渣濑湾村。